# Ulster and Delaware Railroad
Ne doit pas être confondu avec Delaware and Ulster Railroad.
L'Ulster and Delaware Railroad (U&D), fondé en 1866, était un chemin de fer américain de classe I qui opérait dans l'État de New York. Lors de son extension maximale, le U&D quittait Kingston Point sur le fleuve Hudson, traversait le centre des montagnes Catskill, et arrivait à Oneonta, son terminus ouest; des embranchements desservaient Kaaterskill et Hunter dans le comté de Greene. Le U&D se connectait avec six autres chemins de fer : le West Shore Railroad, le Wallkill Valley Railroad, le New York, Ontario and Western Railway, le Delaware & Northern Railroad, le Cooperstown & Charlotte Valley Railroad, et le Delaware and Hudson Railway. Il devait sa renommée aux sites touristiques qu'il desservait.

## Histoire

### Les voies navigables
Au début des années 1800, les voies d'eau constituaient le premier réseau de transport de l'État de New York. Rondout représentait un point important sur ce réseau. Situé à la confluence du Rondout Creek et du fleuve Hudson, il devint le terminus est de la Delaware & Hudson Canal Company en 1828. Là, les marchandises et les voyageurs étaient transférés des barges du canal vers des navires plus importants naviguant sur l'Hudson. 

### Les origines: le Rondout and Oswego Railroad
À la fin de la guerre de Sécession, il était clair que les chemins de fer prendraient l'avantage sur les voies navigables. Thomas C. Cornell, fondateur de la Cornell Steamboat Company et résident de Rondout, était convaincu de ce changement. Bien qu'il gagnait beaucoup d'argent avec les bateaux, il envisagea un chemin de fer qui relierait des ports du centre ou de l'ouest de l'État de New York avec celui de Rondout. Cornell créa le Rondout & Oswego Railroad le 3 avril 1866, et devint le premier président. 
La construction débuta en 1868, et Cornell choisit d'utiliser des rails de 62 et 70 livres par yard (soit environ 31 kg/m et 35 kg/m). La ligne devait partir de Rondout pour relier la dynamique ville d'Oneonta, puis Oswego sur la rive du lac Ontario. Après avoir parcouru 19 km, le Rondout & Oswego atteignit la célèbre station estivale d'Olive Branch, près de Shokan, le 30 septembre 1869. Un an après, le premier train commença à circuler.
La ligne fut prolongée jusqu'à Phoenicia (État de New York) en 1870, où la compagnie bâtit une gare en stuc sur le ruisseau Esopus Creek. Cette même année, la compagnie passa aux mains de John C. Brodhead, et la ligne atteignit la petite ville de Big Indian. En 1871, le R&O arriva à  Dean's Corners (actuellement Arkville), où finalement il rejoindrait le Delaware & Northern. 
C'était un chemin de fer fructueux qui attirait de nombreux voyageurs des villes environnantes. Les passagers des bateaux à vapeur pouvaient descendre à Rondout pour embarquer sur le R&O. Plus tard, les passagers pouvaient réaliser ce transfert à Kingstown, via le Wallkill Valley Railroad (1872), puis via le West Shore Railroad (1881), et enfin via le New York, Ontario and Western Railway (1902). Les plus grosses cargaisons de marchandises transférées à Rondout étaient constituées par le charbon du Hudson & Delaware Canal, extrait des Moosic Mountains proche de Carbondale. Mais il y avait aussi des fruits, des légumes, et du lait des fermes des Catskill. 
Tandis qu'il montait progressivement vers Moresville (actuellement Grand Gorge), le nombre important de courbes et de dénivelés constitua un gros problème, qui s'ajouta à l'augmentation du prix des rails. Le R&O n'avait plus assez d'argent pour payer ses dettes et continuer la construction. Il fit banqueroute en 1872.

### La seconde identité: le New York, Kingston and Syracuse Railroad
Il fut rapidement réorganisé en New York, Kingston and Syracuse Railroad (NYK&S), sous la direction de George Sharpe. Le projet de relier Oswego n'était plus d'actualité. Le nouveau plan consistait à atteindre Oneonta, puis à rejoindre Earlville, New York pour se connecter avec le nouveau Syracuse & Chenango Valley Railroad. La construction progressa rapidement, et avant la fin de l'année 1872, il atteignit Roxbury, Gilboa et Stamford. 
Cette première voie ferrée à travers les Montagnes Catskill fut bénéfique pour le service fret et voyageur. La compagnie tira bénéfice de ses nombreuses connexions avec les autres chemins de fer; ainsi les habitants de New York City pouvaient visiter les Catskills grâce au Wallkill Valley Railroad et sa connexion à l'Erie Railroad. Le commerce fut également stimulé par une ligne de ferry sur l'Hudson qui arrivait à Rondout après avoir quitté Rhinebeck, dont la gare (utilisée de nos jours par l'Amtrak) desservie par le Rhinebeck & Connecticut Railroad et le New York Central & Hudson River Railroad, accueillait des voyageurs en provenance de Hartford, Providence et Boston.
La ville de Kingston, New York fut très profitable au chemin de fer, car elle comptait bon nombre d'industries, dont le ciment, le béton, les briques, et le calcaire bluestone. De plus, la gare était très fréquentée, car les gens pouvaient compter sur le chemin de fer pour les emmener travailler dans les moulins et autres petites entreprises localisées autour des Catskills.  
Malgré cette prospérité apparente, les nouvelles n'étaient pas rassurantes. Le NYK&S n'était toujours pas suffisamment rentable pour éviter une banqueroute. En 1873, il désigna la banque   Farmers Loan and Trust Company comme mandataire pour son premier emprunt obligataire. Mais le répit fut de courte durée et la compagnie fit banqueroute dès 1875. À la suite de la forclusion, le NYK&S fut vendu à la banque qui le réorganisa sous le nom de Ulster and Delaware Railroad.

### La troisième identité: l'Ulster and Delaware Railroad
Le Stony Clove and Catskill Mountain Railroad (SC&CM)
Cornell eut l'idée d'un autre chemin de fer qui quitterait la ligne de l'U&D à Phoenicia pour remonter la Stony Clove Valley jusqu'au touristique village de Hunter. Il le baptisa Stony Clove and Catskill Mountain Railroad et choisit la voie étroite pour réduire les coûts de construction et d'exploitation. La construction débuta en 1881 sous la surveillance de son beau-fils Samuel Decker Coykendall.  il desservait le comté d'Ulster (avec les communes de Phoenicia et Chichester), et celui du comté de Greene (avec les villages de Lanesville, Edgewood, et Hunter). En plus des gares principales, il y avait une halte à Stony Clove Notch, et un arrêt entre Notch et Hunter à Kaaterskill Junction Station où passait le Kaaterskill Railway. Conçu à l'origine pour une exploitation uniquement estivale, la ligne se mit à fonctionner toute l'année pour répondre à la demande.  
La différence d'écartement entre l'U&D et le SC&CM causa des difficultés de transfert pour les wagons. En 1882, les deux compagnies installèrent un Ramsey Car Transfert Apparatus sur le triage de Phoenicia. Ce système permettait aux wagons standard de circuler sur la voie étroite à l'issue d'une manœuvre qui durait 8 minutes. Cela économisait beaucoup de temps et d'argent. 
Les industries sur cette ligne incluaient la William O. Schwartzwalder Furniture Factory située à Chichester, la Fenwick Lumber Company à Edgewood et la Horatio Lockwood & Company Furniture Factory à Hunter. Le chemin de fer fut repris par l'U&D en 1892.
Le Kaaterskill Railroad (KRR)
Cet autre chemin de fer à voie étroite, partait de Kaaterskill Junction Station situé sur la ligne du SC&CM, puis traversait l'immense Light Dam Bridge, avant d'arriver à la dynamique ville de Tannersville, où la moitié du fret de la compagnie était acheminée. Il franchissait ensuite un pont à six arches, le plus important de la ligne, avant d'atteindre Haines Falls. De là, il allait jusqu'à  Laurel House, offrant une vue sur les chutes Kaaterskill Falls. Pour finir, il se dirigeait vers Kaaterskill, en parallèle à la ligne concurrente du Catskill & Tannersville. Cette compagnie avait d'ailleurs une extension de 1,5 km permettant de relier l'Otis Summit Station, gare à partir de laquelle l'Otis Elevating Railway remontait le Catskill Escarpment jusqu'à la fameuse Catskill Mountain House.
Le KRR fut repris par l'U&D en 1892. L'année suivante, le Catskill & Tannersville Railway obtint des droits de passage sur le KRR; il loua également les propres locomotives et wagons du KRR, ce qui permettait aux voyageurs d'aller directement jusqu'à la Catskill Mountain House. Cet accord dura jusqu'en 1898, tant que la ligne fut à voies étroites.
L'Ulster and Delaware Railroad
Cette compagnie, créée en 1875, n'était pas la préoccupation majeure de Cornell. En effet, après avoir terminé le Rhinebeck & Connecticut Railroad en 1870, il s'occupa du Kaaterskill Railroad qu'il créa en 1884. D'autre part, il était également le président du Wallkill Valley Railroad. Trop absorbé par ces nouvelles compagnies, il ordonna la création du Hobart Branch Railroad pour relier Stamford à Oneonta. Lorsque le Hobart Branch Railroad arriva à Hobart en 1884, il fut intégré à l'Ulster & Delaware Railroad (U&D). Le nouveau chantier de Cornell fut le Delaware and Otsego Railroad, qui fut également repris par l'U&D en 1887. Face à ces tentatives infructueuses, Cornell recentra son attention sur le développement de l'U&D, jusqu'à sa mort en 1890. 
L'année suivante, Edwin Young prit la présidence. Il évita le rachat de la compagnie par un concurrent plus gros, avant de s'éteindre en 1893. La présidence fut confiée à Horace Greeley Young puis Robert C. Pruyn, chacun pour une durée d'un an, avant l'élection d'un nouveau président en 1895. Le poste fut attribué au beau-fils de Cornell, Samuel Decker Coykendall. Cette même année, le terminus est fut prolongé de Rondout à Kingston Point, où les bateaux à vapeur pouvaient accoster et transférer directement les passagers; cet endroit fut finalement annexé à la ville de Kingston. D'autre part, il fallut attendre cinq ans pour que la compagnie arrivât à Oneonta en 1900.
L'U&D racheta le Stony Clove and Catskill Mountain Railroad et le Kaaterskill Railroad en 1892, et les exploita au sein de la Narrow Gauge Division. Cependant, entre 1898 et 1899, la  Narrow Gauge Division fut convertie à l'écartement standard, puis totalement intégrée dans l'U&D en 1903. Ces deux lignes devinrent rapidement les plus chargées du réseau. 
Le Stony Clove and Kaaterskill Branch était une combinaison de la portion du Stony Clove and Catskill Mountain Railroad située au-dessus de Kaaterskill Junction Station, et du Kaaterskill Railroad. Cet embranchement, long de 30,5 km, comportait 10 gares.
Le Hunter Branch, long de 4,3 km, était l'embranchement le plus court de la ligne; c'était la portion du Stony Clove and Catskill Mountain Railroad qui allait de Kaaterskill Junction Station à Hunter. Cette portion était très abrupte avec une rampe de 4,4 %, et ne comptait que deux gares.
Il utilisa souvent le slogan : « The Only All-Rail Route To the Catskill Mountains. »  Lors de son extension maximale, le U&D quittait Kingston Point sur l'Hudson, traversait le cœur des Catskill Mountains, et arrivait à Oneonta, son terminus ouest, après avoir desservi quatre comtés (Ulster, Delaware, Schoharie, et Otsego); des embranchements desservaient Kaaterskill et Hunter dans le comté de Greene. Le U&D se connectait avec 6 autres chemins de fer dans les villes suivantes :
- à Kingston : avec le West Shore Railroad, le Wallkill Valley Railroad, et le New York, Ontario and Western Railway.
- à Arkville : avec le Delaware & Northern Railroad
- à West Davenport : avec le Cooperstown & Charlotte Valley Railroad
- à Oneonta : avec le Delaware and Hudson Railway.

Malgré sa petite taille, cette compagnie jouissait d'une grande réputation puisqu'elle desservait des sites touristiques très prisés.  De nombreuses hôtels de charme, dont certains avaient été sponsorisés ou construits par le U&D, assuraient une activité économique à la région. Au tourisme, s'ajoutaient de nombreuses fermes et laiteries (la majorité dans le comté de Delaware), ainsi que de nombreux transports de charbon, de pierres, de glace, et des produits issus du bois.  
Le principal inconvénient résidait dans les nombreuses rampes, dont certaines atteignaient 4,4 %. Un train mettait environ 4 heures pour relier Kingston à Oneonta, avec une moyenne de 48 à 64 km/h, bien que certaines portions permettaient de rouler à 97 km/h voir plus. Avec l'amélioration des routes et le développement de l'automobile, les avantages du train allaient disparaître. 
En 1908, la ville de New York acheta 19 km de l'Esopus Valley pour y construire un barrage. Cette retenue d'eau, appelée Ashokan Reservoir, serait destinée à approvisionner New York City en eau potable. La ligne de l'U&D, qui passait au fond de cette vallée pour desservir six gares, fut utilisée pour construite le barrage d'Olivebridge. Les travaux furent achevés en 1912. Lorsque la vallée fut sur le point d'être noyée sous les eaux de l'Esopus Creek, la compagnie reçut 1 500 000 $ pour reconstruire une nouvelle ligne longue de 20 km entre Kingston et Grand Gorge.
À la mort de Samuel Coykendall en 1913, la présidence fut transmise à son fils Thomas C. Coykendall qui se retira la même année. La direction fut donnée à un de ses proches parents, Edward Coykendall.
Les gares de Kelly's Corners et de West Davenport, peu rentables, furent abandonnées en 1923. L'année suivante ce fut le tour de celle de Kingston Point Station, à la suite de l'arrêt du transport de passagers sur les bateaux à vapeur de l'Hudson. La popularité croissante des voitures et des camions provoqua une chute des revenus de l'U&D. Lorsque la Grande Dépression éclata en 1929, de nombreuses personnes n'avaient plus de quoi acheter un billet de train, ou payer le stockage de leurs marchandises dans les entrepôts de la compagnie. L'U&D perdait énormément d'argent, et finit par faire banqueroute en 1932.

### La reprise par le New York Central Railroad
L'époque de la vapeur
Le New York Central Railroad (NYC), qui louait déjà le Michigan Central Railroad, le Cleveland, Cincinnati, Chicago and St. Louis Railway, et le Lake Shore and Michigan Southern Railway, souhaitait intégrer totalement ces 3 compagnies du Midwest à son réseau. Mais l'Interstate Commerce Commission lui interdisait ce rachat. Finalement l'ICC suggéra que si le NYC reprenait l'U&D, elle le laisserait absorber les 3 autres compagnies. Le NYC racheta le déficitaire U&D à la fin de 1931 pour 2 500 000 $, et l'incorpora le 1er février 1932.
Le NYC rebaptisa l'U&D, Catskill Mountain Branch; le Stony Clove and Kaaterskill Branch, fut raccourci en Kaaterskill Branch; quant au Hunter Branch, il conserva son nom. La vitesse des trains fut réduite à 56 km/h sur la ligne principale et à 40 km/h pour les embranchements. Les gares de Chichester, Lanesville et Edgewood furent fermées; la halte Stony Clove Notch fut détruite; les gares de Kaaterskill Junction, Haines Falls, Kaaterskill et de Laurel House ne furent ouvertes qu'en été. Toutes les gares qui étaient ouvertes à l'année se trouvaient sur la ligne principale, à l'exception de celles de Tannersville et de Hunter, situées sur des embranchements. La gare de West Davenport fut fermée en 1923 et finit par brûler en 1933. Quant à la gare de Kelly's Corners elle fut abandonnée dans les années 1920, puis finalement démolie lors de l'élargissement de la State Route 30 au début des années 1960,.
Concernant les locomotives, les UD no 2, 8, 12 à 14, 16 à 18, 20, 24 et 29 furent réformées par le NYC dès 1932. Les autres machines furent rapidement détruites ou vendues, à l'exception des UD no 19, 21 à 23, 25 à 28 et 30 à 41, qui furent renumérotées 800 à 818 en 1936, car les locomotives du NYC étaient trop longues pour les ponts tournants de l'U&D, et elles ne disposaient par des freins spécialement étudiés pour les rampes des Montagnes Catskill. Ces locomotives furent identifiées "class Fx" et "class Fx light". La locomotive no 31, fut envoyée à la ferraille en 1933. Le NYC introduisit seulement 2 nouvelles locomotives Moguls: la NYC no 1013 et 1076.
Les locomotives de classe "Fx light" (no 800-807, ex-U&D no 19, 21-23 & 25-28), furent affectées  sur les lignes du Wallkill Valley Branch (ex Wallkill Valley Railroad) et du Catskill Mountain Branch car elles étaient légères et suffisamment puissantes. Deux Fx-lights pouvaient facilement remorquer un train de 40 wagons et franchir en toute sécurité le haut et fragile pont de Rosendale. Elles furent intensément utilisées durant 17 ans, puis remplacées par des machines diesels.
À la suite des plaintes des voyageurs concernant l'extrême lenteur du train (limité à 40 km/h) sur le parcours Phoenicia / Kaaterskill ou Hunter, et face aux coûts d'exploitation, le NYC demanda et obtint la permission d'abandonner les embranchement de Kaaterskill et de Hunter en 1939. Les lignes furent détruites en 1940. De nos jours, il ne reste plus la gare de Hunter, et celle de Haines Falls transformée en musée.
L'époque du diesel
Le NYC essaya avec succès des diesels sur les lignes du Wallkill Valley et du Catskill Mountain Branch en 1948, ce qui permit de supprimer les arrêts pour refaire le plein d'eau. La dernière vapeur à circuler sur la Catskill Mountain Branch fut la NYC no 1226 (ex-NYC no 813, et ex-U&D no 36). Les locomotives à vapeur restantes furent envoyées à Ashtabula pour y être détruites en 1949. Le service voyageur prit fin le 31 mars 1954. La gare de Kingston Union Station fut  abandonnée après la fin du service voyageur sur la West Shore en 1958. L'ICC donna la permission au NYC d'abandonner la portion Bloomville-Oneonta en 1965, laquelle fut détruite l'année suivante.

### Le géant de la dernière chance: le Penn Central Transportation
Après l'abandon, la rumeur courut que le NYC vendrait la ligne à son plus féroce concurrent le Pennsylvania Railroad. Il n'en était rien, puisque les deux géants fusionnèrent le 1er février 1968 pour constituer la Penn Central Transportation Company alias Penn Central.
Dans ce contexte, le terminus ouest de la ligne se trouvait à Bloomville, tandis que la route de Kingston à Rondout ne desservait plus que 3 clients. Le Penn Central diminua la fréquence des trains, jusqu'à n'avoir plus qu'un train par semaine entre Kingston et Stamford ou Hobart. À cause des déraillements, les trains étaient de plus en plus lents, et pouvaient mettre plusieurs jours pour parcourir la totalité de la ligne. L'ICC autorisa le PC à interrompre le trafic en septembre 1976. Les voies furent vendues aux Comtés d'Ulster County, Delaware County et Schoharie County.

### La renaissance avec Conrail
En 1976, la portion de Rondout à Kingston fut exploitée par Conrail, successeur du PC. La portion de Conrail servait à acheminer les productions des derniers clients de la ligne jusqu'à Kingston. Là, les biens étaient transférés à la River Division (ex- West Shore) qui les emmenaient vers Selkirk ou le New Jersey. Conrail assura l'exploitation de cette petite portion jusqu'en 1979, lorsqu'il décida que ce n'était plus rentable.

### Le projet avorté du Kingston Terminal Railroad
En 1980, la Delaware Otsego Corporation créa le Kingston Terminal Railroad pour exploiter 8 km de ligne entre ce qui est aujourd'hui la CSX River Division, et la Hudson Cement à East Kingston. Malheureusement la Hudson Cement ferma en 1980, ce qui entraîna la dissolution de cette petite compagnie.

## Situation actuelle
Dans le comté d'Ulster 

La ville de Kingston possède la section de ligne située entre Kingston Point (borne milliaire 0, alias Milepost 0 ou MP 0) et la CSX River Line (MP 2,5). Cette section est louée au Trolley Museum of New York dont le but est de préserver les trolleys, et de restaurer le vieux triage de l'U&D à Rondout. Il a déjà reconstruit l'atelier en 1987, et envisage de faire de même pour les autres bâtiments. Le musée exploite des trains entre Kingston Point MP 0 et Rondout MP 1, avec un embranchement le long du Strand. 
Le Comté d'Ulster racheta au Penn Central en 1979, la portion allant de Kingston MP 2,8 à la frontière du comté du Delaware MP 41,4. Cette portion est louée par le Catskill Mountain Railroad (CMRR) qui exploite depuis décembre 2008 un train touristique entre Phoenicia MP 27.5 et Cold Brook Station MP 22,1. Mais la ligne n'est pas totalement parcourue, car deux ponts, situés au MP 5 et MP 21,3, doivent être réparés. Le CMRR est en train restaurer la locomotive à vapeur ex- LS&I no 23, appartenant à l'Empire State Railway Museum, afin de la faire circuler sur cette ligne. 
La portion de ligne située entre Phoenicia et Highmount est aussi louée par le CMRR. Seule la partie située entre Giggle Hollow MP 38.9 et Highmount est en service depuis 2006, mais le reste comporte toujours cinq zones détruites par les eaux. 
Dans le comté de Delaware 

Le Delaware and Ulster Railroad (DURR), basé à Arkville MP 48,1, exploite des trains touristiques entre Highmount et Roxbury MP 59.1. Mais à la suite de la fragilisation d'un pont, il ne circule qu'entre Arkville et Roxbury. La fierté du DURR est le « Rip Van Winkle Flyer », un streamliner Budd composé de 5 voitures, utilisé lors de certaines occasions. Le train régulier est composé d'une locomotive Alco RS-36 de l'ex D&H no 5017, de 2 wagons plats, et de 3 voitures MP-54 de l'ex PRR (no 441, 444, et 447) avec le marquage NYC. Le DURR possède également 2 Alco S-4s no 1012 et 5106, et une GE no 76 de 44 tonnes. Enfin, un Brill "Red Heifer", modèle 250 (ex NYC M-405), est en cours de restauration.  
Le Ulster & Delaware Railroad Historical Society, restaure la gare de Roxbury, ainsi que le matériel roulant suivant : 
- Le Caboose "Bobber" no 8206 de l'ex New York Ontario & Western Railway, construit par cette même compagnie dans ses Ateliers de Middletown Shops en 1906
- La locomotive à vapeur 0-6-0 Tde l'ex Brooklyn Eastern District Terminal BEDT no 14, construite par HK Porter Locomotive Works en 1920 à Pittsburgh (Pennsylvanie).

La portion de Highmount à Bloomville est la propriété du Catskill Revitalization Corporation.
La voie se termine à Hubbell Corners MP 60.2, où une piste de randonnée appelé Catskill Scenic Trail prend la suite pour rejoindre Bloomville MP 86.2.
La gare d'Halcottville MP 53 n'existe plus. À Arkville et Fleishmanns, il ne reste plus que les halles de marchandises, dont celle d'Arkville sert pour les voyageurs du DURR. La gare de Kelly's Corners station fut détruite en 1964 pour laisser la place à la State Route 30. La gare de Stamford qui a été restaurée pour servir de bureaux au CRC, propriétaire du DURR. Les gares de   South Kortright MP 81.5, East Meredith MP 97.9, et Davenport Center MP 103.2, sont des domiciles privés. 
L'Interstate 88 fut construite en partie sur la ligne de l'U&D au niveau d'Oneonta, où elle se connecte avec la New York State Route 28. 
Dans le comté de Schoharie 

La gare de South Gilboa MP 70,6 située entre Grand Gorge et Stamford est restée dans son jus d'origine. La piste de randonnée qui passe devant fait partie du Catskill Scenic Trail. C'est une des 2 gare de l'U&D qui est inscrite au National Register of Historic Places. 
Dans le comté d'Otsego 
 
La gare d'Oneonta MP 106.9, fait partie de la ligne touristique appelée "Delaware and Otsego Railroad" qui fut créée rapidement après l'abandon de la ligne à la fin des années 1960. Un train circule entre Oneonta et un pont traversant la Charlotte Creek. La ligne reliant Bloomville MP 86.2 à Oneonta MP 106.9, fut abandonnée en 1965 et rapidement déferrée; elle appartient désormais à propriétaires privés.
Dans le comté de Greene
Les portions de ligne qui furent détruites en 1940, restent envahies par les mauvaises herbes. Une portion de 3,2 km entre Bloomer Road et Clum Hill Road à Tannersville a été convertie en piste de randonnée, appelée localement "Huckleberry Trail". 
Il ne reste plus que deux gares. Celle de Hunter est une habitation privée, et celle de Haines Falls abrite le quartier général de la Mountain Top Historical Society. 
Les voitures pour voies étroites
Les voitures qui circulèrent sur la Narrow Gauge Division furent construites par Jackson & Sharp Company entre 1881 et 1883. En juin 1900, elles furent cédées à la F.M. Hicks & Company, à Chicago, Illinois,. En mai 1901, Hicks revendit 4 de ces voitures au White Pass & Yukon Route qui les numérota WP&Y no 218, 220, 222, et 224. Le WP&Y dut les reconstruire plusieurs fois, mais elles restent encore de nos jours en service.

## Traduction
- (en) Cet article est partiellement ou en totalité issu de l’article de Wikipédia en anglais intitulé « Ulster and Delaware Railroad » (voir la liste des auteurs).